# Nantey
Nantey és un municipi francès situat al departament del Jura i a la regió de Borgonya - Franc Comtat. L'any 2007 tenia 73 habitants.

## Demografia

### Població
El 2007 la població de fet de Nantey era de 73 persones. Hi havia 32 famílies de les quals 8 eren unipersonals (4 homes vivint sols i 4 dones vivint soles), 8 parelles sense fills, 12 parelles amb fills i 4 famílies monoparentals amb fills.
La població ha evolucionat segons el següent gràfic:
Habitants censats

### Habitatges
El 2007 hi havia 53 habitatges, 32 eren l'habitatge principal de la família i 21 eren segones residències. 51 eren cases i 2 eren apartaments. Dels 32 habitatges principals, 25 estaven ocupats pels seus propietaris, 5 estaven llogats i ocupats pels llogaters i 2 estaven cedits a títol gratuït; 4 tenien dues cambres, 5 en tenien tres, 12 en tenien quatre i 12 en tenien cinc o més. 27 habitatges disposaven pel capbaix d'una plaça de pàrquing. A 14 habitatges hi havia un automòbil i a 15 n'hi havia dos o més.

### Piràmide de població
La piràmide de població per edats i sexe el 2009 era:
| Homes | Edats   | Dones |
| ----- | ------- | ----- |
| 0     | 95 o +  | 0     |
| 0     | 90 a 94 | 0     |
| 4     | 85 a 89 | 0     |
| 0     | 80 a 84 | 4     |
| 0     | 75 a 79 | 0     |
| 0     | 70 a 74 | 0     |
| 0     | 65 a 69 | 0     |
| 4     | 60 a 64 | 0     |
| 4     | 55 a 59 | 4     |
| 4     | 50 a 54 | 0     |
| 8     | 45 a 49 | 8     |
| 0     | 40 a 44 | 4     |
| 0     | 35 a 39 | 0     |
| 4     | 30 a 34 | 4     |
| 0     | 25 a 29 | 0     |
| 0     | 20 a 24 | 4     |
| 4     | 15 a 19 | 4     |
| 0     | 10 a 14 | 0     |
| 4     | 5 a 9   | 0     |
| 0     | 0 a 4   | 0     |

## Economia
El 2007 la població en edat de treballar era de 46 persones, 34 eren actives i 12 eren inactives. De les 34 persones actives 33 estaven ocupades (18 homes i 15 dones) i 2 estaven aturades (2 homes). De les 12 persones inactives 7 estaven jubilades i 5 estaven classificades com a «altres inactius».
Activitats econòmiques
Dels 4  establiments que hi havia el 2007, 1 era d'una empresa alimentària, 1 d'una empresa de construcció i 2 d'empreses de comerç i reparació d'automòbils.

## Poblacions més properes
El següent diagrama mostra les poblacions més properes.